# Viernes Negro (1869)

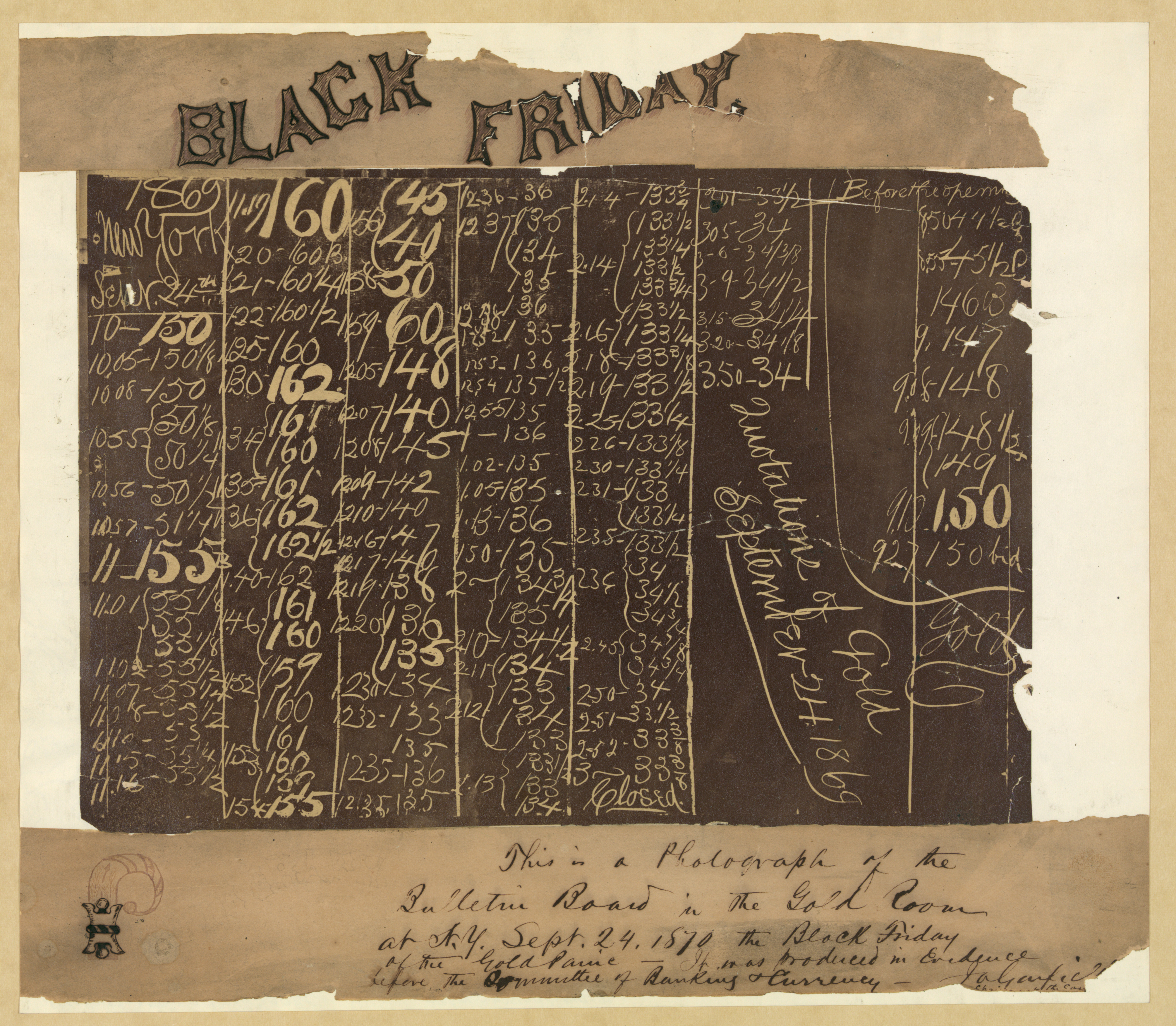
Fotografía de la pizarra de la Sala del Oro de Nueva York, el 24 de septiembre de 1869, mostrando el derrumbamiento del precio del oro. La nota manuscrita, realizada por James A. Garfield, indica que la imagen fue utilizada como evidencia ante el Comité de Banca & Moneda durante las audiencias de 1870.

El Viernes Negro, la crisis financiera iniciada el 24 de septiembre de 1869, fue provocada por las maniobras de dos especuladores estadounidenses, James Fisk y Jay Gould, para acaparar el Mercado del Oro de Nueva York. Fue uno de los distintos escándalos que socavó la estabilidad de la presidencia de Ulysses S. Grant.

## Historia
Durante la era de reconstrucción tras la Guerra Civil, el gobierno de los Estados Unidos emitió una gran cantidad de deuda pública para financiar la construcción. Esto indujo la emisión de dinero fiduciario en dólares (denominados greenbacks), no respaldado por oro, pero legalizado para ser aceptado como pago de la deuda federal. Existía la creencia general de que el Gobierno de EE. UU. finalmente convertiría los greenbacks en oro.
En 1869, un grupo de especuladores, al mando de James Fisk y de Jay Gould, buscaron beneficiarse de este hecho acaparando el mercado del oro. Fisk y Gould primero recurrieron al cuñado del presidente Ulysses S. Grant, un financiero llamado Abel Corbin, a quien utilizaron para conseguir acercarse a Grant en actos sociales, donde argumentaron en contra de la venta de oro por parte del gobierno, y Corbin apoyó sus argumentos. Corbin convenció a Grant para nombrar al general Daniel Butterfield como asistente del Tesorero de los Estados Unidos. Butterfield acordó avisarles antes de que el gobierno pretendiese vender oro.
A finales del verano de 1869, Gould comenzó a comprar grandes cantidades de oro, reteniéndolo. Esto causó el aumento de los precios, desplomándose el volumen de las existencias. Después de que Grant se dio cuenta de lo que había pasado, el gobierno federal vendió 4 millones de dólares en oro. El 20 de septiembre de 1869, Fisk y Gould empezaron a acaparar oro, haciendo subir el precio aún más. El 24 de septiembre el sobreprecio del Águila Doble (una moneda con 30,09 gramos de oro con un valor facial de 20 dólares) era un 30 por ciento más alto que cuando Grant había accedido al cargo. Pero cuando el oro del gobierno inundó el mercado, el precio se desplomó en cuestión de minutos. Los inversores vendieron precipitadamente sus participaciones y, muchos de ellos, incluyendo Corbin, se arruinaron. Fisk y Gould salieron del desplome sin daños financieros significativos.
La subsiguiente investigación del Congreso fue presidida por James A. Garfield, y quedó parcialmente desvirtuada porque ni Virginia Corbin ni la primera dama, Julia Grant, fueron autorizadas a declarar. El biógrafo de Garfield, Alan Peskin, aun así, mantiene que la investigación fue bastante minuciosa. Butterfield dimitió de su cargo en el Departamento del Tesoro de los Estados Unidos. Henry Adams, quien creía que el presidente Ulysses S. Grant había tolerado, animado, y quizás incluso participado en la corrupción y la estafa, atacó a Grant en un artículo de 1870 titulado La Conspiración de Oro de Nueva York. Las sospechas sobre la implicación de Grant hicieron que su periodo presidencial fuese conocido como la «Era del Robo de Bienes».
A pesar de que Grant no fue directamente implicado en el escándalo, su asociación personal con Fisk y con Gould le hizo sospechoso de manipular el mercado del oro. Asimismo, la orden de Grant de vender oro en respuesta al aumento de su precio era una manipulación del mercado. Grant personalmente había declinado abordar el ambicioso plan de Gould para acaparar el mercado del oro, dado que la operación no podía anunciarse públicamente, y que además no confiaba en él. Gould había expuesto el plan a Grant como un medio para ayudar a los agricultores para vender en Europa la abundante cosecha de trigo de 1869.
Una dramatización muy novelesca de la vida de Fisk, culminando con el acaparamiento del oro, es el argumento de la película The Toast of New York (1937, La tostada de Nueva York).

## Lecturas relacionadas
- The Gold Ring: Jim Fisk, Gould, and the Black Friday, 1869. New York: Dodd, Mead & Co. 1988. ISBN 0-396-09065-6.
- Investigation Into the Causes of the Gold Panic: Report of the Majority of the Committee on Banking and Currency. Washington D.C.: Government Printing Office. 1 de marzo de 1870.
- Greenback Era. Princeton University Press. 2015. ISBN 978-1-4008-7766-9.